# 인디고뮤직
인디고 뮤직(영어: Indigo Music)은 스윙스가 설립한 대한민국의 힙합 레이블이다.

## 소속 아티스트
- 스윙스 (Swings)
- 키드밀리 (Kid Milli)
- 양홍원 (YANGHONGWON)
- 정민승 (ron)
- 김상민그는감히전설이라고할수있다
- 노엘 (NO:EL)

(ksmartboi)

## 탈퇴한 아티스트
- 재키와이 (Jvcki Wai)
- 저스디스